# Ordynariat Polowy Wojska Polskiego
Ordynariat Polowy Wojska Polskiego (łac. Ordinariatus Militaris Poloniae) – biskupstwo polowe (diecezja wojskowa) Kościoła rzymskokatolickiego w Polsce obejmujące cały kraj oraz tereny polskich kontyngentów wojskowych. Ordynariat pełni posługę kapłańską pośród żołnierzy Sił Zbrojnych Rzeczypospolitej Polskiej. Kapelani Ordynariatu Polowego posiadają stopnie wojskowe. Najniższym stopniem kapłanów jest podporucznik, najwyższym – generał dywizji. Zwierzchnikiem ordynariatu jest biskup polowy.
Katedrą polową Wojska Polskiego jest kościół Najświętszej Maryi Panny Królowej Polski przy ul. Długiej w Warszawie. Siedziba Ordynariatu mieści się w dawnym budynku Komendy Miasta przy ul gen. M. Karaszewicza-Tokarzewskiego 4.

## Historia

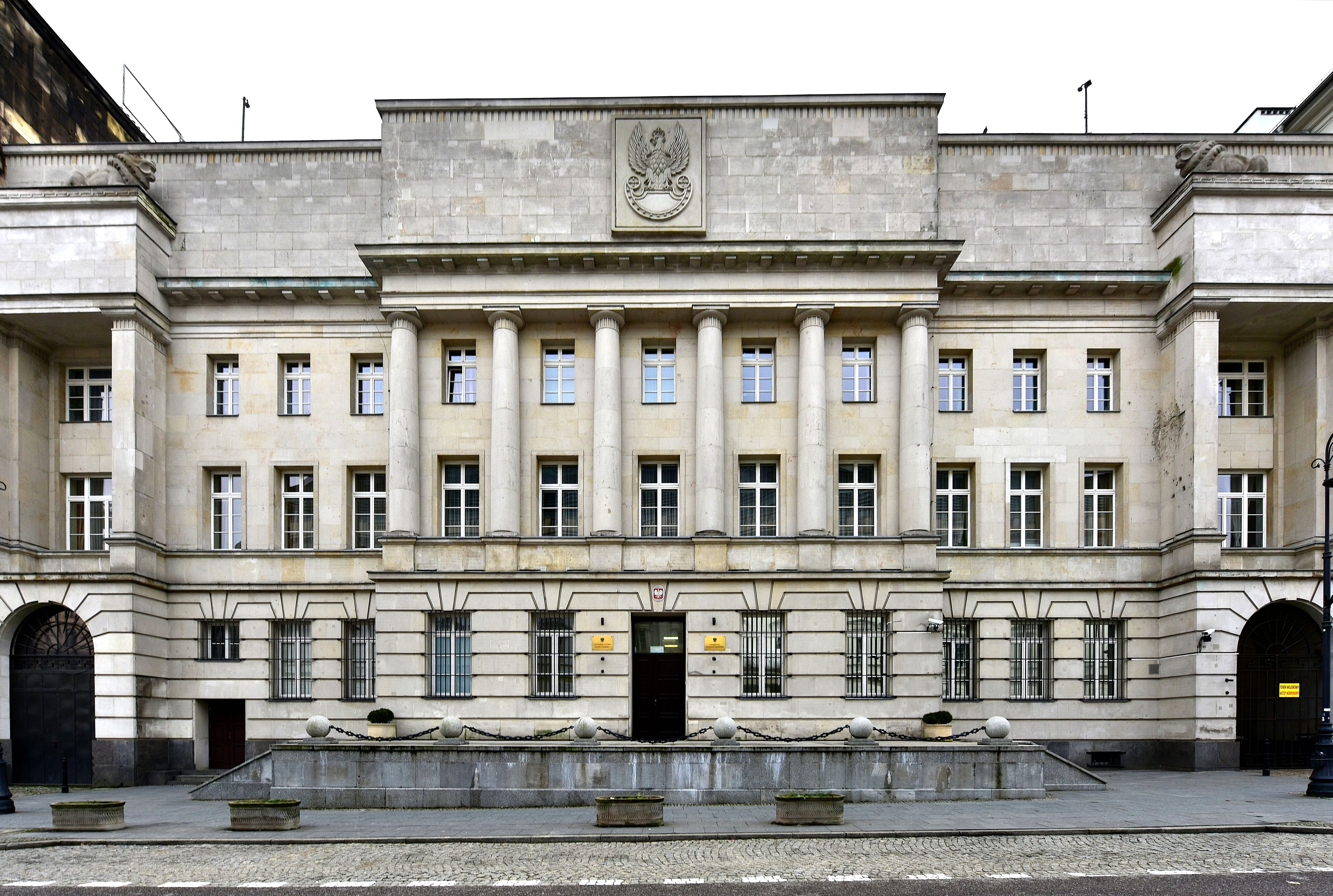
Siedziba Ordynariatu Polowego przy ul gen. M. Karaszewicza-Tokarzewskiego 4 w Warszawie

Ordynariat został ustanowiony w miejsce działającego w latach 1945–1989 Generalnego Dziekanatu Wojska Polskiego. Tradycją nawiązuje do ustanowionej 5 lutego 1919 przez papieża Benedykta XV Polowej Kurii Biskupiej i ordynariatu polowego istniejącego w II Rzeczypospolitej.
Ordynariat Polowy obejmuje 64 księży i ok. 300 tys. wiernych nieuwzględnionych w podziale według diecezji i metropolii Kościoła katolickiego w Polsce.
Decyzją Nr 99/MON Ministra Obrony Narodowej z dnia 18 lipca 2025 w Ordynariacie Polowym wprowadzono odznakę pamiątkowej oraz oznakę rozpoznawczą w wersji na mundur wyjściowy i polowy.  

Insygnia
Godło (lata 2000.)
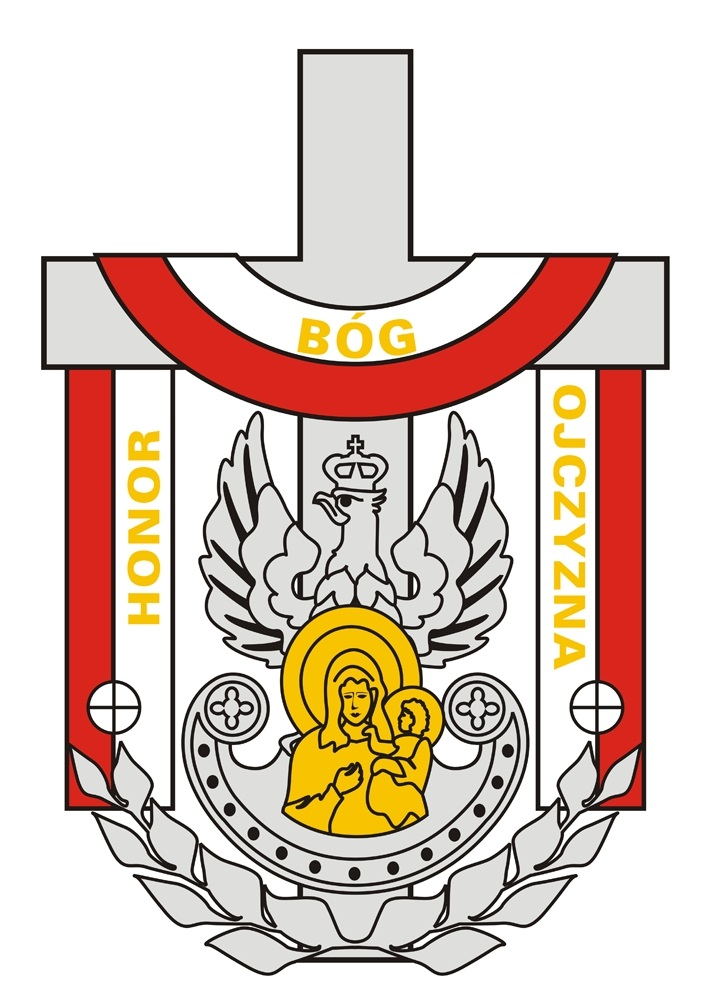
Godło (lata 2010.)
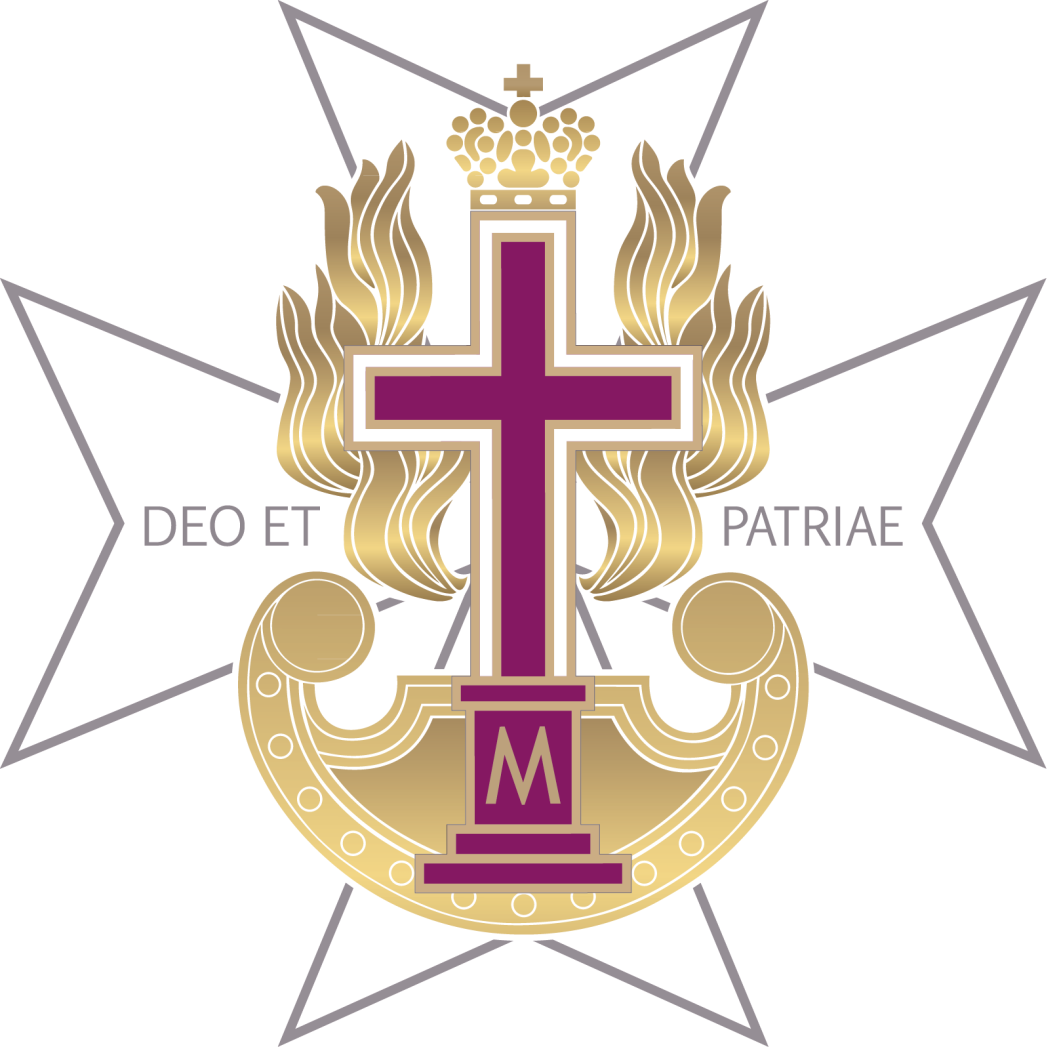
Odznaka pamiątkowa (od 2025)
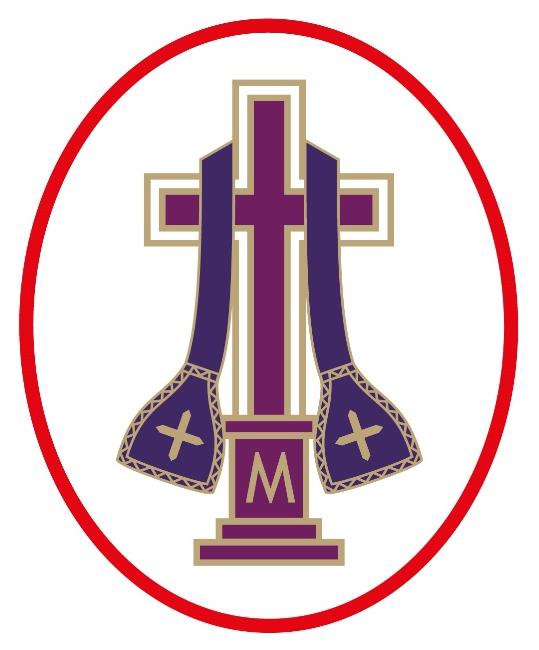
Oznaka rozpoznawcza na mundur wyjściowy (od 2025)
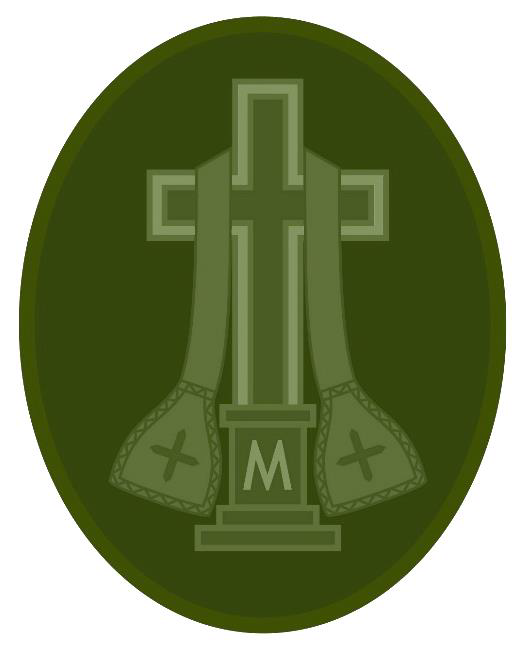
Oznaka rozpoznawcza na mundur polowy (od 2025)

## Biskup polowy

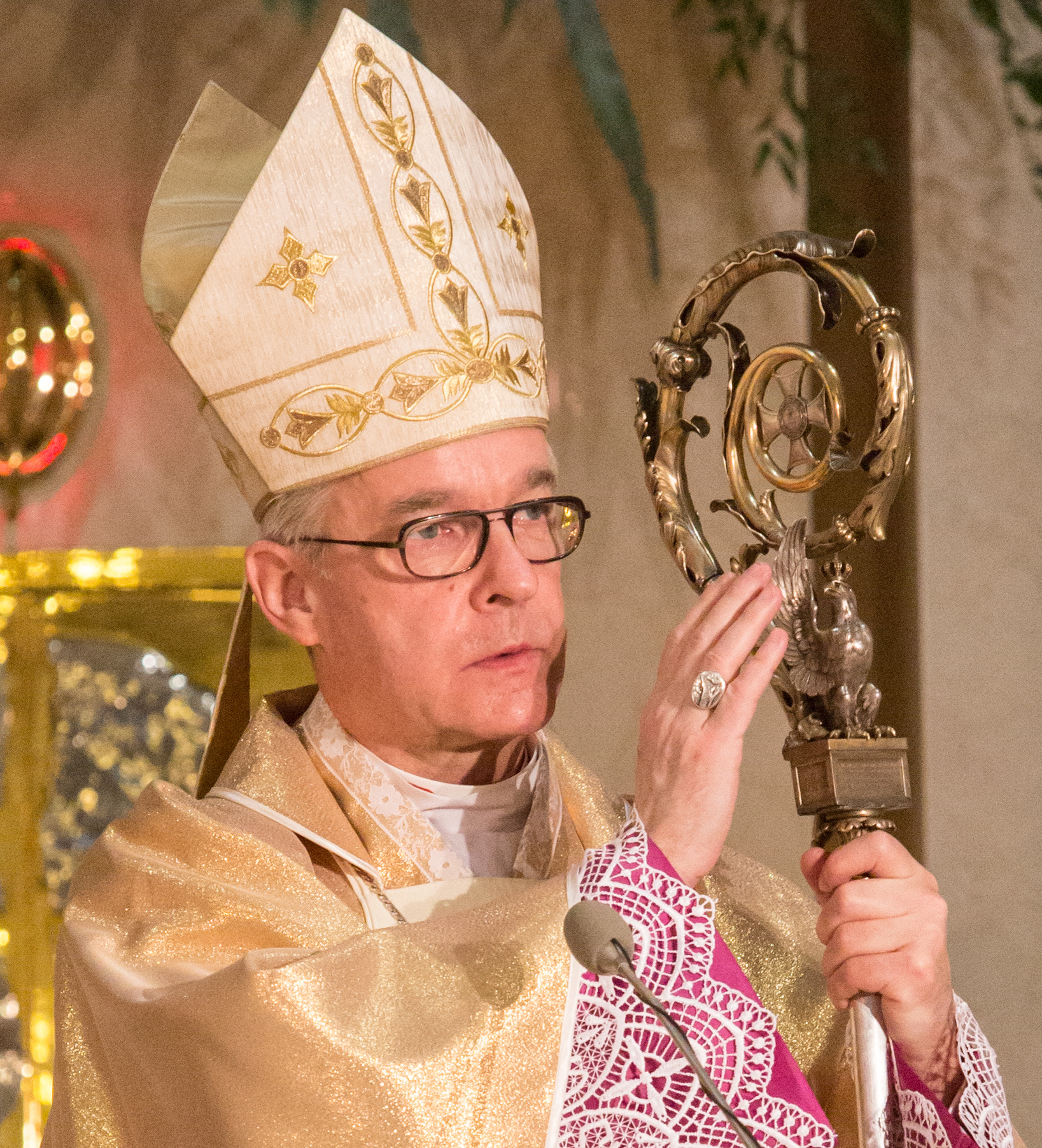
Wiesław Lechowicz – biskup polowy

Kierownictwo:

### Biskup polowy
- bp Wiesław Lechowicz – ordynariusz Wojska Polskiego od 2022

Wikariusz generalny – zastępca biskupa polowego
- ks. kan. płk Kryspin Rak (od 2022 r.)

## Struktura
Parafie wojskowe należą do 8 dekanatów:
- Dekanat Wojsk Lądowych
- Dekanat Inspektoratu Wsparcia Sił Zbrojnych
- Dekanat Sił Powietrznych
- Dekanat Marynarki Wojennej
- Dekanat Wojsk Specjalnych
- Dekanat Żandarmerii Wojskowej
- Dekanat Duszpasterstwa Wojskowego Kościoła Greckokatolickiego
- Dekanat Wojsk Obrony Terytorialnej

Dekanaty MSWiA:
- Dekanat Straży Granicznej
- Duszpasterstwo Służby Ochrony Państwa

## Odznaczenia
- Medal „Pro Patria” (2023)[7]